# Российский государственный военно-исторический архив
Российский государственный военно-исторический архив (РГВИА) — одно из крупнейших архивных хранилищ России, в котором сосредоточены документы о российской армии за период с конца XVII века до 1918 года.
РГВИА размещается в Дворце Петра I на Яузе (Лефортовский дворец). Он образовался в результате объединения материалов крупнейших военных архивов дореволюционной России: Военно-учёного, Лефортовского, Московского военно-окружного и Центрального хранилища военно-исторических дел действующей армии.

## История
Военно-учёный архив возник в Петербурге по указу Павла I. от 8 августа 1797 года, как архивное отделение Собственного Его Императорского Величества Депо карт, преобразованное в феврале 1812 года в Военное топографическое депо и, переименованное в мае 1816 г., в Военно-топографическое депо (ВТД). В 1863 году Архив ВТД был переименован в Военно-исторический и топографический архив, а в 1867 году преобразован в Военно-учёный архив Главного штаба (с 1906 — Главного управления Генерального штаба). Он комплектовался как картографическими материалами, так и военно-оперативными документами, описаниями военных действий, донесениями военно-дипломатических агентов, мемуарами и т. д.
Лефортовский архив был образован 7 февраля 1819 года как Московское отделение архива Инспекторского департамента Главного штаба Е.И.В. для хранения утративших практическое значение дел учреждений Военной коллегии, Военного министерства, действующих армий XVIII—XIX веков, канцелярий и «дежурств» военачальников. В 1865 году, после образования Главного штаба Военного министерства, архив был преобразован в Московское отделение Общего архива Главного штаба. В 1866 году документы архива, наводившиеся до этого в здании Сената в Кремле, были перевезены в бывший Лефортовский дворец.
Московский военно-окружной архив был образован в 1860-е годы при штабе Московского военного округа для хранения документов штаба, окружных военных управлений и учреждений, войсковых частей округа.
Центральное хранилище военно-исторических дел действующей армии было образовано в Москве приказом Верховного главнокомандующего № 65 от 22 сентября 1914 года для сбора документов Первой мировой войны.
В Советское время, в 1925 году был образован Военно-исторический архив РСФСР (с 1933 Центральный военно-исторический архив СССР, с 1941 — Центральный государственный военно-исторический архив СССР (ЦГВИА СССР).
В 1955 году был ликвидирован филиал ЦГВИА СССР в Ленинграде, документы которого к 1958 году сосредоточились в Москве. В 1964 году в архив поступили дела бывшего военного отдела Центрального государственного исторического архива Грузинской ССР.
Указом Президента РФ от 2 апреля 1997 года РГВИА был включён, наряду с Государственным музеем изобразительных искусств им. Пушкина, Третьяковской галереей, Эрмитажем, Русским музеем, Государственным архивом РФ, Российским государственным архивом литературы и искусства, Российским государственным архивом древних актов и др., в Государственный свод особо ценных объектов культурного наследия народов Российской Федерации.
Директор — А. В. Приютов

## Именования
В РГВИА сконцентрирован ряд крупных комплексов военно-исторической документации. Его предшественниками были старейшие военные архивы Российской империи.
- 8 августа 1797 года в Санкт-Петербурге по приказу Павла I было образовано Собственное Его Императорского Величества депо карт.
- 1812—1863 — Архив Военно-топографического депо Военного министерства.
- 1863—1867 — Военно-исторический и топографический архив Главного управления Генерального штаба.
- 1867—1906 — Военно-учёный архив Главного штаба (ВУА).
- 1906—1918 — Военно-учёный архив Главного управления Генерального штаба.
- 1918—1925 — Военно-морская секция ЕГАФ РСФСР.
- 1925—1933 — Военно-исторический архив (ВИА) РСФСР.
- 1933—1941 — Центральный военно-исторический архив СССР (ЦВИА).
- 1941—1992 — Центральный государственный военно-исторический архив СССР (ЦГВИА СССР).

С июня 1992 года носит имя — Российский государственный военно-исторический архив (РГВИА).

## Фонды
В архиве хранятся документы, образовавшиеся в деятельности центральных и местных управлений и учреждений русской армии, управлений и штабов фронтов, армий, соединений и частей всех родов сухопутных войск и военно-воздушных сил, военно-учебных заведений, общественных организаций, образованных для содействия армии; фонды личного происхождения, а также коллекции документов, в том числе коллекции бывшего Военно-учёного архива.
В архиве хранится также более 60 тысяч книг и периодических изданий, выпущенных с 1667 года по настоящее время, в том числе за рубежом. Среди них: Полное собрание законов Российской империи, Свод военных постановлений, высочайшие приказы, приказы по военному ведомству, расписания сухопутных войск, издания по истории войн. Достаточно полно представлены периодические издания, такие как «Артиллерийский журнал», «Военно-исторический сборник», «Военный сборник», «Разведчик», «Русский инвалид», «Русская старина» и др.

## Деятельность
По состоянию на начало 2010 года архив насчитывает 3 423 120 единиц хранения.
С 14 мая 2010 года в архиве открыт второй читальный зал для работы с микрофильмами на 8 посадочных мест. Число мест для работы с документами на бумажных носителях увеличилось до 24. Единовременно архив готов принимать 32 пользователя.